# Vryburgia succulentarum
Vryburgia succulentarum är en insektsart som beskrevs av Williams 1985. Vryburgia succulentarum ingår i släktet Vryburgia och familjen ullsköldlöss. Inga underarter finns listade i Catalogue of Life.